# Мазуров, Филипп Савельевич
Филипп Савельевич Мазуров (1903—1954) — старшина Рабоче-крестьянской Красной Армии, участник Великой Отечественной войны, Герой Советского Союза (1943).

## Биография
Филипп Мазуров родился 12 июня 1903 года в селе Джарбан (ныне — Атырауская область Казахстана). До призыва в армию проживал в Астрахани, работал слесарем на рыбокомбинате. В январе 1942 года Мазуров был призван на службу в Рабоче-крестьянскую Красную Армию. С февраля того же года — на фронтах Великой Отечественной войны.
К октябрю 1943 года ефрейтор Филипп Мазуров был сапёром 196-го отдельного сапёрного батальона 81-й стрелковой дивизии 61-й армии Центрального фронта. Отличился во время битвы за Днепр. В ночь с 3 на 4 октября 1943 года Мазуров под массированным немецким огнём совершил на лодке 9 рейсов через Днепр в районе деревни Новосёлки Репкинского района Черниговской области Украинской ССР, переправив в общей сложности 55 бойцов и командиров со всем их вооружением. С плацдарма на правом берегу Днепра он эвакуировал получивших ранения 3 бойцов и 1 командира. Во время девятого рейса на обратном пути лодка Мазурова была уничтожена взрывом, однако ему удалось добраться до своих.
Указом Президиума Верховного Совета СССР «О присвоении звания Героя Советского Союза генералам, офицерскому, сержантскому и рядовому составу Красной Армии» от 15 января 1944 года за «образцовое выполнение боевых заданий командования по форсированию реки Днепр и проявленные при этом мужество и героизм» ефрейтор Филипп Мазуров был удостоен высокого звания Героя Советского Союза с вручением ордена Ленина и медали «Золотая Звезда» за номером 3244.
После окончания войны в звании старшины Мазуров был демобилизован. Вернулся в Астрахань, работал сапожником. Скончался 15 декабря 1954 года.
Был также награждён рядом медалей.
Память
В городе Астрахань на улице Анатолия Сергеева, дом 27 установлена мемориальная доска «Здесь жил Герой Советского Союза Мазуров Филипп Савельевич (1903—1954 гг.)».